# PRMT8
PRMT8 (англ. Protein arginine methyltransferase 8) – білок, який кодується однойменним геном, розташованим у людей на короткому плечі 12-ї хромосоми. Довжина поліпептидного ланцюга білка становить 394 амінокислот, а молекулярна маса — 45 291.
| 10         |  | 20         |  | 30         |  | 40         |  | 50         |
| ---------- |  | ---------- |  | ---------- |  | ---------- |  | ---------- |
| MGMKHSSRCL |  | LLRRKMAENA |  | AESTEVNSPP |  | SQPPQPVVPA |  | KPVQCVHHVS |
| TQPSCPGRGK |  | MSKLLNPEEM |  | TSRDYYFDSY |  | AHFGIHEEML |  | KDEVRTLTYR |
| NSMYHNKHVF |  | KDKVVLDVGS |  | GTGILSMFAA |  | KAGAKKVFGI |  | ECSSISDYSE |
| KIIKANHLDN |  | IITIFKGKVE |  | EVELPVEKVD |  | IIISEWMGYC |  | LFYESMLNTV |
| IFARDKWLKP |  | GGLMFPDRAA |  | LYVVAIEDRQ |  | YKDFKIHWWE |  | NVYGFDMTCI |
| RDVAMKEPLV |  | DIVDPKQVVT |  | NACLIKEVDI |  | YTVKTEELSF |  | TSAFCLQIQR |
| NDYVHALVTY |  | FNIEFTKCHK |  | KMGFSTAPDA |  | PYTHWKQTVF |  | YLEDYLTVRR |
| GEEIYGTISM |  | KPNAKNVRDL |  | DFTVDLDFKG |  | QLCETSVSND |  | YKMR       |

A: Аланін

C: Цистеїн

D: Аспарагінова кислота

E: Глутамінова кислота

F: Фенілаланін

G: Гліцин

H: Гістидин

I: Ізолейцин

K: Лізин

L: Лейцин

M: Метіонін

N: Аспарагін

P: Пролін

Q: Глутамін

R: Аргінін

S: Серин

T: Треонін

V: Валін

W: Триптофан

Кодований геном білок за функціями належить до трансфераз, метилтрансфераз. 
Задіяний у такому біологічному процесі, як альтернативний сплайсинг. 
Білок має сайт для зв'язування з S-аденозил-L-метіоніном. 
Локалізований у клітинній мембрані, мембрані.